# Acordo TRIPs
O Acordo TRIPs (em inglês:  Agreement on Trade-Related Aspects of Intellectual Property Rights, em português:  Acordo sobre Aspectos dos Direitos de Propriedade Intelectual Relacionados ao Comércio) é um tratado Internacional, integrante do conjunto de acordos assinados em 1994 que encerrou a Rodada Uruguai e criou a Organização Mundial do Comércio.
O TRIPS foi negociado no final da Rodada Uruguai no Acordo Geral de Tarifas e Troca (GATT) em 1994. Sua inclusão foi a culminação de um programa de intenso lobby feito pelos Estados Unidos, com o apoio da União Europeia, Japão e outras nações desenvolvidas. Campanhas de apoio econômico unilaterais sob o Sistema Geral de Preferências e coerção dentro da seção 301 das Leis de Comércio tiveram um papel importante em derrotar políticas em oposição que eram favorecidas por países em desenvolvimento, principalmente Coreia e Brasil, mas também a Tailândia, a Índia e países do Caribe. Em troca, a estrategia dos Estados Unidos de ligar políticas de comércio a padrões de propriedade intelectual podem ser seguidas desde o empreendimento de gerenciamento senior na farmacêutica Pfizer no início dos anos 80, quem mobilizou corporações nos Estados Unidos e fizeram com que a maximização dos privilégios de propriedade intelectual fosse a prioridade número um da política de comércio nos Estados Unidos.
Depois da Rodada de Uruguai, o GATT se tornou a base para o estabelecimento da Organização Mundial do Comércio. Devido ao fato de que ratificações do TRIPS sejam um requerimento compulsório para filiação à Organização Mundial do Comércio, qualquer pais buscando obter acesso fácil aos inúmeros mercados internacionais abertos pela Organização Mundial do Comércio devem decretar as rigorosas leis estipuladas pela TRIPS. Por essa razão, a TRIPS é o mais importante instrumento multilateral para a globalização das leis de propriedade intelectual. Estados como a Russia e China em que se esperaria improvável a ratificação da Convenção de Berna julgaram a afiliação à Organização Mundial do Comércio um incentivo poderoso. Além disso, diferente de outros acordos em propriedade intelectual, a TRIPS tem um poderoso mecanismo de execução. Países podem ser disciplinados através do mecanismo de acordo de disputas da Organização Mundial do Comércio.[carece de fontes?]

## Os relatórios do painel
De acordo com o décimo aniversário da OMC, Destaques da primeira década, o relatório anual de 2005 com página 142, nos primeiros dez anos, 25 queixas foram apresentadas e levadas aos relatórios do painel e do órgão de recurso sobre TRIPS e são listados em Índice de questões em disputas (em inglês) .
- Em 1998
  - Indonésia - Certas medidas que afectam a indústria automóvel.[4]
  - Índia - Proteção de patente para produtos químicos farmacêuticos e agrícolas.[5]
- Em 2000
  - Canadá - Proteção de Patentes de Produtos Farmacêuticos.[6]
  - Estados Unidos - Seção 110(5) da Lei de direitos autorais dos Estados Unidos.[7][8]
  - Canadá - Duração da Proteção de Patentes.[9][10] (Relatório do Órgão de Apelação em 2000)[11]
- Em 2001
  - Estados Unidos - Seção 211 da Lei de Dotações Orçamentárias de 1998.[12] (Relatório do Órgão de Apelação em 2002)[13]
- Em 2005
  - Comunidades Europeias - Proteção de marcas e indicações geográficas dos produtos agrícolas e géneros alimentícios.[14]